# Chen Ri Xian
Chen Ri Xian es una deportista macaense que compitió en taekwondo. Ganó una medalla de oro en el Campeonato Asiático de Taekwondo de 2006, en la categoría de –67 kg.

## Palmarés internacional
| Campeonato Asiático | Campeonato Asiático | Campeonato Asiático | Campeonato Asiático |
| Año                 | Lugar               | Medalla             | Categoría           |
| ------------------- | ------------------- | ------------------- | ------------------- |
| 2006                | Bangkok (Tailandia) | Medalla de oro      | –67 kg              |